# جورج د. بريان
جورج د. بريان (بالإنجليزية: George D. Bryan)‏ هو سياسي أمريكي، ولد في 26 سبتمبر 1845 في تشارلستون في الولايات المتحدة، وتوفي في 4 يونيو 1919.